# درژنیک (صربستان)
درژنیک (به صربی: Drežnik) یک منطقهٔ مسکونی در صربستان است.